# 이와부치 료타
이와부치 료타(일본어: 岩渕 良太, 1990년 4월 26일 ~ )는 일본의 축구 선수이다.

## 구단 경력
그는 2013년부터 J리그의 마쓰모토 야마가 FC, FC 류큐, SC 사가미하라, 그루자 모리오카, 후지에다 MYFC에서 뛰었다.